# Australian Open de 1994
O Australian Open de 1994 foi um torneio de tênis disputado nas quadras duras do Flinders Park, em Melbourne, na Austrália, entre 17 e 30 de janeiro. Corresponde à 26ª edição da era aberta e à 82ª de todos os tempos.

## Finais

### Profissional
| Categoria | Evento    | Campeã(s)(o/ões)                          | Vice-campeã(s)(o/ões)          | Resultado          | Chave(s)  | Chave(s)       |
| --------- | --------- | ----------------------------------------- | ------------------------------ | ------------------ | --------- | -------------- |
| Simples   | Masculino | Pete Sampras                              | Todd Martin                    | 7–6, 6–4, 6–4      | principal | qualificatório |
| Simples   | Feminino  | Steffi Graf                               | Arantxa Sánchez Vicario        | 6–0, 6–2           | principal | qualificatório |
| Duplas    | Masculino | Jacco Eltingh Paul Haarhuis               | Byron Black Jonathan Stark     | 6–7, 6–3, 6–4, 6–3 | principal | principal      |
| Duplas    | Feminino  | Gigi Fernández Natasha Zvereva            | Patty Fendick Meredith McGrath | 6–4, 4–6, 6–4      | principal | principal      |
| Duplas    | Misto     | Larisa Savchenko Neiland Andrei Olhovskiy | Helena Suková Todd Woodbridge  | 7–5, 76–7, 6–2     | principal | principal      |

### Juvenil
| Categoria | Evento    | Campeã(s)(o/ões)                 | Vice-campeã(s)(o/ões)              | Resultado     | Chave(s)  | Chave(s)       |
| --------- | --------- | -------------------------------- | ---------------------------------- | ------------- | --------- | -------------- |
| Simples   | Masculino | Ben Ellwood                      | Andrew Ilie                        | 5–7, 6–3, 6–3 | principal | qualificatório |
| Simples   | Feminino  | Trudi Musgrave                   | Barbara Schett                     | 4–6, 6–4, 6–2 | principal | qualificatório |
| Duplas    | Masculino | Ben Ellwood Mark Philippoussis   | Jamie Delgado Roman Kukal          | 4–6, 6–2, 6–1 | principal | principal      |
| Duplas    | Feminino  | Corina Morariu Ludmila Varmužová | Yvette Basting Alexandra Schneider | 7–5, 2–6, 7–5 | principal | principal      |